# Шульц, Кэтрин
Кэтрин Шульц (Kathryn Schulz; род. в Огайо) — американская журналистка, писательница. С 2015 года сотрудница The New Yorker, прежде книжный критик New York Magazine, редактор Grist (magazine), репортер и редактор Santiago Times. Лауреат Пулитцеровской премии (2016) и National Magazine Award.
Выпускница Университета Брауна. В 2004 году удостоилась Pew Fellowship in International Journalism. В 2012 году получила National Book Critic Circle’s Nona Balakian Prize for Excellence in Reviewing.
Публиковалась в New York Times Magazine, Rolling Stone, TIME Magazine, Boston Globe, блоге «Freakonomics» New York Times, Nation, Foreign Policy, New York Times Book Review.
Автор «Being Wrong: Adventures in the Margin of Error» (Ecco/HarperCollins, 2010) — ее первая книга. Выход ее новой книги «Lost & Found» ожидается в 2022 году.